# Tatort: Einmal täglich
Einmal täglich ist ein Fernsehfilm aus der Krimireihe Tatort. Der vom Bayerischen Rundfunk produzierte Beitrag wurde am 29. Oktober 2000 im Ersten Programm der ARD erstgesendet. Das Münchner Ermittlerduo Batic und Leitmayr ermittelt seinen 27. Fall. Es geht um den Mord am Star einer Fernsehserie.

## Handlung
Er bringt es einfach nicht fertig, seiner Geliebten Clarissa die lebensunterstützenden Maßnahmen abzuschalten: „Es tut mir leid. Bis morgen.“ Kurze Zeit später tritt ein junges Paar in den Raum, und sie überredet ihn, für eine „Belohnung“ die Geräte abzuschalten. Er stolpert aber ungeschickt über die verlegten Kabel. Cut! – und das zum wiederholten Male. Beim Verlassen des Sets wird der edle Retter und Star der Seifenoper Total das Leben, Peter Burkhardt, von einer kreischenden Fan-Gemeinde aus Sindelfingen erwartet. Besonderen Eindruck hinterlässt ein junges Mädel mit dem Poesiealbum-Eintrag „Ich freue mich auf nachher“. Der tappige Darsteller Tobias Helberg hingegen verlässt enttäuscht den Drehort und findet in seinem Auto einen Erpresserbrief über 10.000 Mark. Produzent Scheffler und Pressesprecherin Sassner sind entsetzt ob der sinkenden Einschaltquoten. Das hält Carlo Menzinger nicht davon ab, auch im Büro seiner aktuellen Leidenschaft für Total das Leben nachzugehen, da sein Rechner über einen FireWire-Anschluss verfügt. Das junge Mädchen mit dem Poesie-Album taucht am Abend vor dem Fenster von Peter Burkhardt auf und beobachtet ihn beim Duschen. Kurze Zeit später wird er tot von einem Nachtwächter in Halle 6, dem Soap-Drehort, aufgefunden.
Der Produzent Scheffler und seine Crew sind betroffen vom Tod ihres Stars und ratlos, wie es weitergehen soll. Als die beiden Kommissare nochmals gemeinsam mit der Requisiteurin möglichen Unregelmäßigkeiten am Tatort nachgehen, macht eine schmächtige Person mit Hoodie und Rucksack auf sich aufmerksam. Es handelt sich um das Mädchen mit dem Poesiealbum, die Schülerin Bettina Faber. Sie bricht zusammen, als sie vom Tod Peter Burkhardts erfährt. In der klassisch eingerichteten Wohnung Burkhardts finden Batic und Leitmayr einen identischen Erpresserbrief, den auch schon Tobias Helberg in seinem Auto gefunden hatte. Auf seinem Anrufbeantworter ist außerdem eine Nachricht von Bettina Faber. Ihre Mutter kann ihr Entsetzen über die Todesnachricht kaum verbergen, denn sie ist ihm privat sehr nahegekommen.
Unterdessen nimmt der „Intriganten-Stadl“ skurrile Formen an: Jeder der Protagonisten hat eine Leiche im Keller – von Prostitution in der Vergangenheit, über Sex mit Minderjährigen bis zu Softporno-Produktion. Da liegt es nahe, dass sich Soap-Fan Carlo als verdeckter Ermittler unter die Komparsen mischt. Bettina Faber zeigt Leitmayr einen geheimen Zugang zur Produktionshalle 6, und Carlo entdeckt Michael Broda, wie er Erpresserbriefe schreibt. Der gibt den Kommissaren ein Video, das Carola Faber und Peter Burkhardt beim Liebesspiel in der Dekoration zeigt. Burkhardt war aber auch unternehmerisch aktiv und stand kurz vor der Produktionsübernahme von Total das Leben, was Alexander Scheffler in Zugzwang gebracht hat. Nach kurzem Abstreiten gesteht er den Totschlag.

## Hintergrund
Jörg Schneider, selber Sohn eines Kameramannes, arbeitet hier noch als Kameramann. Nach 2003 wurde er als Regisseur verschiedener Fernsehserien bekannt.

## Rezeption

### Einschaltquoten
Bei seiner Erstausstrahlung am 29. Oktober 2000 überschritt die Folge mit 10,07 knapp die 10-Millionen-Grenze, was einem Marktanteil von 29,05 % entspricht.

### Kritiken
Die Kritiker der Fernsehzeitschrift TV Spielfilm vergaben die bestmögliche Wertung (Daumen nach oben) und schrieben: „Gute Zeiten für die Fans richtig giftiger Satire.“
Der Kritiker bei kino.de schreibt: „Ähnlichkeiten mit Dauerbrennern wie ‚Gute Zeiten, schlechte Zeiten‘ sind keineswegs zufällig, wie schon allein die illustren Figuren beweisen: Die Darstellerin des Serienbiests ist auch privat intrigant, der Produzent längst pleite (…) All das wird nur noch übertroffen von der Dame für die Öffentlichkeitsarbeit, die skrupellos im Hintergrund die Fäden zieht; zu ihrem Handwerkszeug gehört fingierte Fanpost ebenso wie Erpressung. Kurz und gut: Wer Daily Soaps von Herzen nicht ausstehen kann, der ist bei dem neuen ‚Tatort‘ aus München genau richtig.“